# Corvo-marinho-indiano
O corvo-marinho-indiano (Phalacrocorax fuscicollis) é uma espécie de ave da família Phalacrocoracidae. Encontra-se principalmente ao longo das águas interiores do subcontinente indiano, mas estende-se a oeste até Sinde e a leste até Tailândia e Camboja.

## Taxonomia
A espécie é monotípica (não são reconhecidas subespécies).